# 98 Mute
98 Mute war eine US-amerikanische Punk-Band aus Hermosa Beach, Kalifornien, die im Jahr 1993 gegründet wurde und sich 2002 auflöste.

## Geschichte
Die Band wurde im Jahr 1993 gegründet und bestand aus dem Sänger Pat Ivie, dem Gitarristen Jason Page, dem Bassisten Doug Weems und dem Schlagzeuger Justin Thirsk. Im Jahr 1996 folgte ein erstes selbstbetiteltes Album über Theologian Records. Daraufhin hielt die Band Auftritte ab und nahm in den Jahren 1997 und 1998 an der Vans Warped Tour teil. 1997 war die Band zudem auf diversen Kompilationen zu hören und war in den Skate-Videos Good Times und The Show zu hören. 1998 folgte das zweite Album Class of 98 und die Band spielte zudem zusammen mit Gruppen wie GBH, Pennywise, 7 Seconds, H₂O und blink-182. Das nächste Album namens Slow Motion Riot folgte im Jahr 2000 über Epitaph Records. Es folgten jedoch nur wenig Auftritte, da die Mitglieder mit ihrem Beruf beschäftigt oder schulisch eingespannt waren. Das Album wurde vom Pennywise-Gitarristen Fletcher Dragge produziert. Das nächste Album After the Fall folgte über Epitaph Records im Jahr 2002 und wurde ebenfalls von Fletcher Dragge produziert. Im September desselben Jahres gab die Band ihre Auflösung bekannt.

## Stil
Laut Bandbiografie auf epitaph.com sei die Band durch Gruppen wie Bad Brains, Descendents und Pennywise beeinflusst worden und mache in ihren Liedern Themen wie Politik, Drogen, die Verehrung von Helden und die Punkszene zum Thema. Laut Mike DaRonco von AllMusic klinge die Band wie eine Mischung aus Black Flag, Circle Jerks, Agent Orange, Pennywise und Bad Religion. Laut Elmar Salmutter vom Metal Hammer erinnere die Gruppe auf Slow Motion Riot sehr stark an Pennywise und übertreffe das damals aktuelle Album Straight Ahead sogar. Laut Salmutter habe die Gruppe versucht, sich auf After the Fall von den Pennywise-Vergleichen zu lösen und benutze teils punk-untypische Instrumente wie eine akustische Gitarre oder eine Fidel. Die Gruppe habe sich von einer Punkrock-Band mit leichten Hardcore-Punk-Einflüssen in eine Gruppe mit mehr Tiefe, Abwechslung und Härte verwandelt.

## Diskografie
- 1996: 98 Mute (Album, Theologian Records)
- 1998: Class of 98 (Album, Theologian Records)
- 2000: Slow Motion Riot (Album, Epitaph Records)
- 2002: After the Fall (Album, Epitaph Records)